# Wörgl
Wörgl is een plaats en gemeente in het Inntal in de Oostenrijkse deelstaat Tirol, ongeveer 20 kilometer van de grens met Beieren. De plaats behoort tot het district Kufstein.
Wörgl telt 12.806 inwoners (2013).

## Geografie
Wörgl ligt aan de rivier de Inn, aan de monding van de Brixentaler Ache, op het raakpunt van Inntal, Brixental, Wildschönau en het Sölllandl.
Buurgemeentes van Wörgl zijn: Angath, Angerberg, Breitenbach am Inn, Hopfgarten im Brixental, Itter, Kirchbichl, Kundl en Wildschönau.

## Geschiedenis
De omgeving van Wörgl wordt gerekend tot de rijkste archeologische vindplaatsen in Noord-Tirol. Archeologische vondsten bewijzen dat het gebied rondom Wörgl al in de vroege IJzertijd (ca. 1000 v.C.) bewoond werd en dat er toen al handel gedreven werd. De ligging was daarvoor zeer geschikt en er waren ijzerertsmijnen in de omgeving.
Er werden in het Egerndorfer Feld ongeveer vijfhonderd graven met urnen gevonden, die diepgaand onderzocht werden. Ook het bestaan van een romeinse vestingplaats in het huidige centrum van Wörgl is aangetoond. De herkomst van de plaatsnaam is nog niet met zekerheid vastgesteld; de oudste geschiedkundige bronnen uit 1120 noemen ene 'Henricus de Uuergile'.
Vanuit Beieren kwamen in de tweede helft van de zesde eeuw ook nieuwe bewoners. De naam van de schutspatroon (St. Laurentius) wijst op een voorgermaanse kerstening. Op plattegronden uit de tijd voor de aanleg van de eerste spoorlijn ziet men nog de vierkante veldjes in afmetingen zoals deze in het Romeinse Rijk voor akkers gebruikelijk waren.
In 1504 kwam het gebied ten zuiden van de Zillermondig door een verovering van de vesting Kufstein door Keizer Maximilian definitief aan de Graafschap Tirol.

### Het Vrijgeldexperiment van Wörgl
De stad Wörgl verkreeg internationale bekendheid door een bijzondere soort geld (alternatieve munteenheid), die in de crisistijd van de jaren 1930 door de gemeente werd uitgegeven: Wörgler krimpgeld, het zogenaamde Vrijgeld (Duits: Freigeld).
Rond 1932 had Wörgl door de sterke teruggang van de cement- en de celluloseproductie te kampen met hoge werkloosheidcijfers. Daardoor had de gemeente minder inkomsten uit belastingen en meer uitgaven aan ondersteuning van de armlastigen. De gemeentekas was leeg en er was geen zicht op verbetering. Vanaf begin juli 1932 betaalde de gemeente daarom haar werknemers in waardebonnen, zogenaamde Arbeitswertscheine.
Het initiatief kwam van burgemeester Michael Unterguggenberger, die zich daarbij liet inspireren door de theorieën over vrije economie van Silvio Gesell. Het alternatieve geld was gedekt doordat de gemeente bij de Raiffeisenbank een onderpand had gedeponeerd. Er werden betaalbiljetten uitgegeven met nominale waardes van één, twee en vijf schilling, een soort bewijzen van een tegoed in echt geld.
De gemeente betaalde personeel, uitkeringsgerechtigden en leveranciers met betaalbiljetten met de betreffende nominale waarde. Met het vrijgeld konden gemeentebelastingen betaald worden en plaatselijke winkeliers namen het geld ook aan. Het vasthouden van vrijgeld kwam neer op sparen met een negatieve rente. Er moest namelijk iedere maand een zegel gekocht worden van één procent van de nominale waarde om het biljet zijn geldigheid te laten behouden. Het vrijgeld kon voor gewoon geld worden ingewisseld bij de gemeente, maar dan werd slechts 95% van de nominale waarde uitgekeerd, er was dus als het ware een boete van 5% op het "opnemen van het spaargeld". Noch het tegoed aanhouden, noch het opnemen was dus aantrekkelijk. Het was meestal voordeliger de betaalbiljetten zo snel mogelijk uit te geven of er de gemeentelijke belasting van te betalen. Zo gingen ze snel rouleren, en er ontstond een economische opbloei, en de stad hoefde geen geld elders te lenen om zijn lasten te kunnen betalen.
De nationale bank van Oostenrijk procedeerde echter met succes tegen het experiment van Wörgl, omdat strikt genomen alleen deze bank de bevoegdheid had om geld uit te geven. Onder dreiging met militair geweld werd het project beëindigd in augustus 1933. Tot aan het eind van de uitgifte in augustus 1933 waren er papieren uitgegeven met een totale waarde van 34.500 Schilling. Het experiment met het vrijgeld was geslaagd te noemen omdat overal in Wörgl weer werd gebouwd en geïnvesteerd. Er bestaat nog een viaduct in de gemeente met het opschrift „mit Freigeld erbaut“ (met vrijgeld gebouwd). Tijdens het project nam de werkloosheid af van 21% naar 15%, terwijl zij overal elders in het land steeg.
Het positieve effect werd in de pers beschreven als het "wonder van Wörgl" en het fenomeen werd zo bekend dat meer dan honderd gemeenten in Oostenrijk het voorbeeld wilden volgen. Ook vanuit het buitenland bestond belangstelling; de minister van financiën van Frankrijk Édouard Daladier, die later minister-president zou worden, kwam kijken om het met eigen ogen te zien. In de Verenigde Staten stelde de econoom Irving Fisher, overigens tevergeefs, aan de regering voor om Stamp Scrip in te voeren ter overwinning van de economische crisis.
Door het uitbreken van de Tweede Wereldoorlog raakte het project goeddeels in vergetelheid. Er bestaat nog wel een vereniging in Wörgl, die de herinnering levend houdt en studiemateriaal aan geïnteresseerden ter beschikking stelt.

## Economie en infrastructuur
Voornaamste tak van economie is de regionale detailhandel; de meeste supermarktketens zijn vertegenwoordigd. De Bahnhofstrasse is de op een na langste winkelstraat van Tirol. Het industriegebied van Wörgl ligt direct aan de autosnelweg.
Wörgl is zowel een knooppunt van wegen voor het wegverkeer als het spoorwegverkeer. Via het Inntal kan men in noordoostelijke richting naar Kufstein, Beieren en in zuidwestelijke richting naar Innsbruck; men kan via het Brixental in de richting Kitzbühel, via het Söll-Leukental in de richting van St. Johann in Tirol en in zuidelijke richting naar Wildschönau reizen. Wörgl heeft twee op- en afritten vanaf de Inntalautobahn (A12) en een station waar zowel regionale treinen en (inter)nationale intercity's stoppen. 

## Partnersteden
- Albrechtice nad Orlicí (Tsjechië)

## Geboren in Wörgl
- Reinhard Furrer (1940-1995), Duits ruimtevaarder
- Gerhard Berger (1959), autocoureur
- Walter Altmann (1984), voetbalscheidsrechter

## Galerij

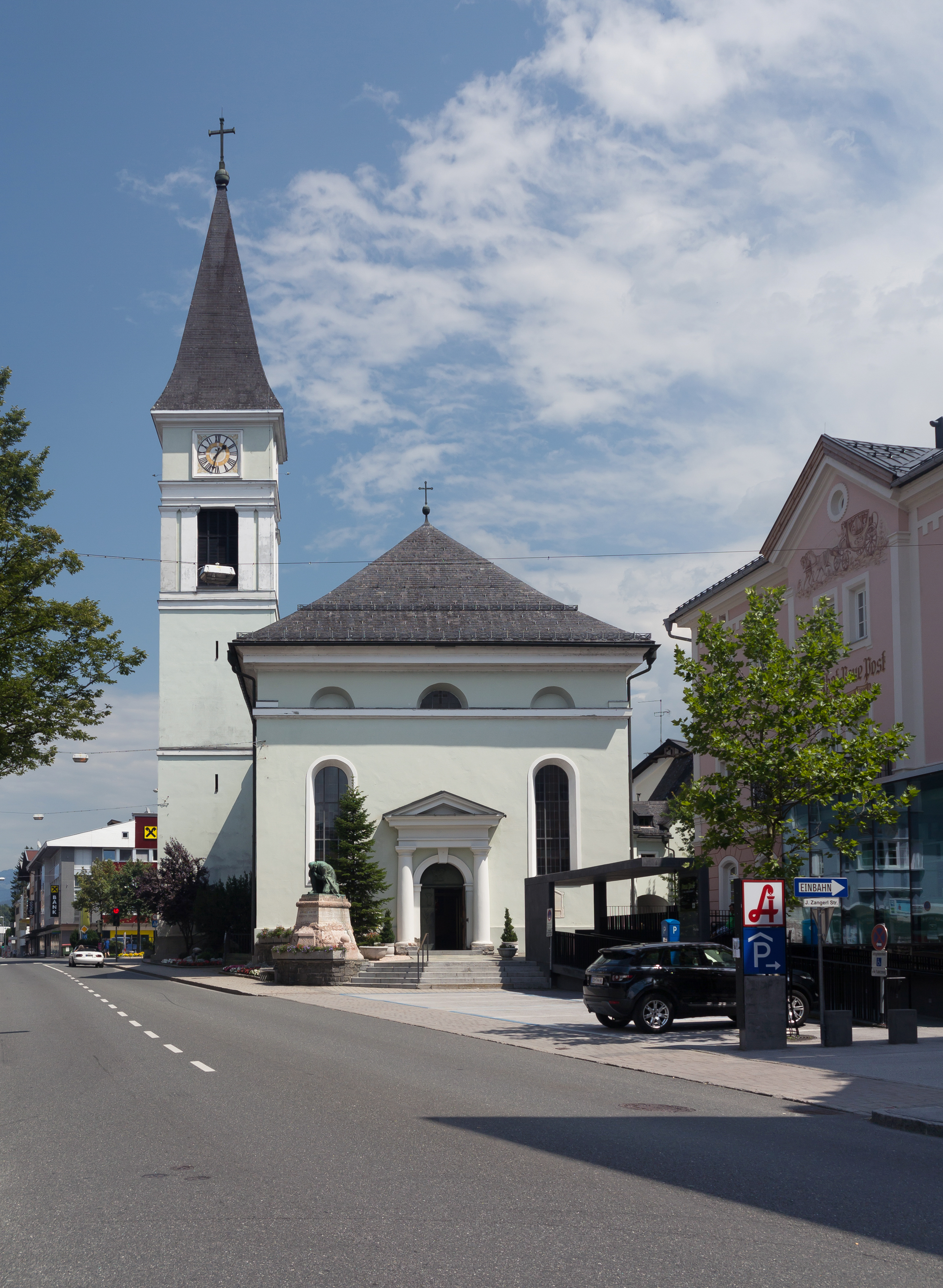
Kerk Stadtpfarrkriche Sankt Laurentius in Wörgl
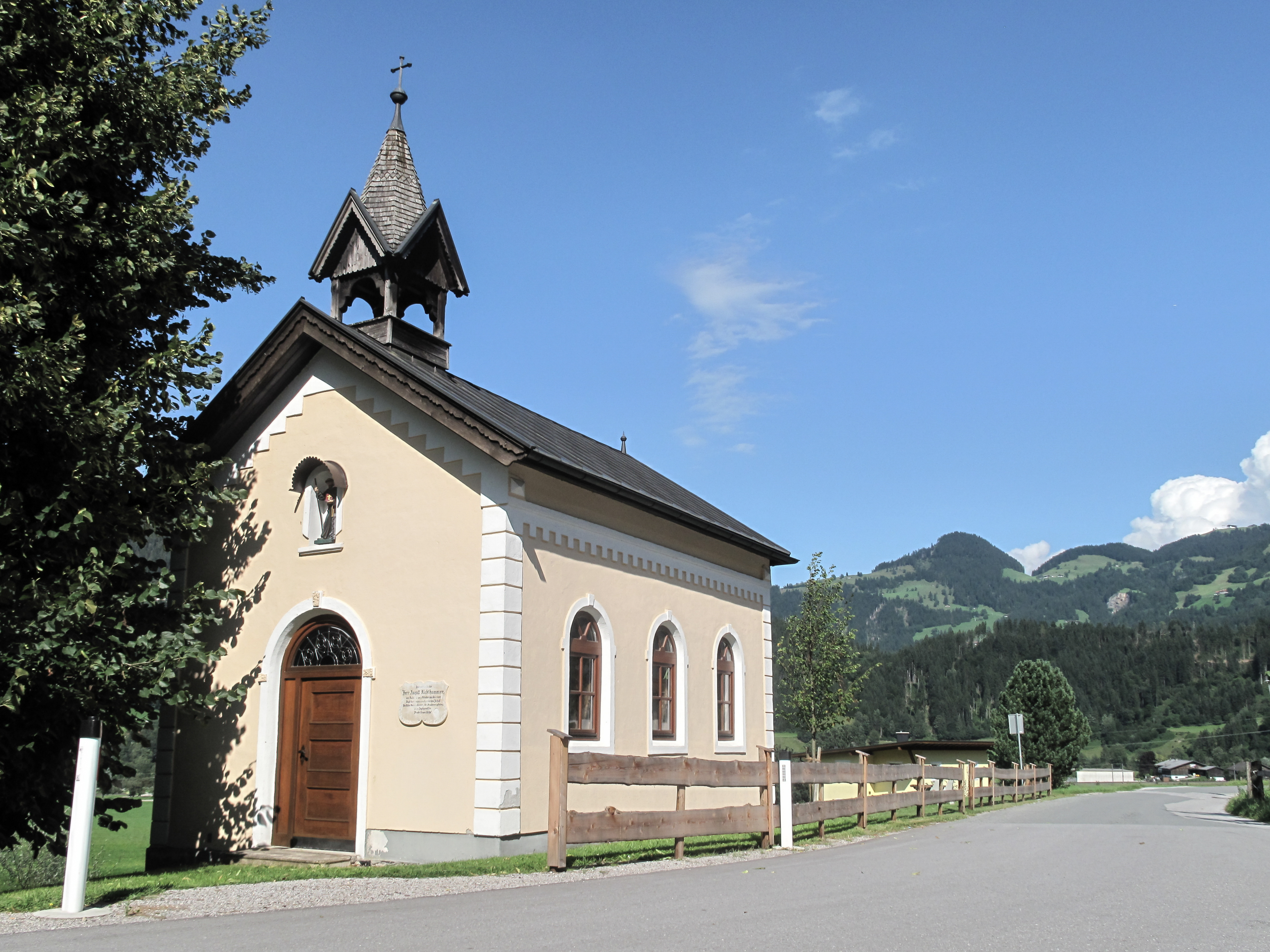
Kapel in Dr. Angeli Strasse in Wörgl